# 萊基峰
46°32′9.2″N 8°27′50.5″E / 46.535889°N 8.464028°E

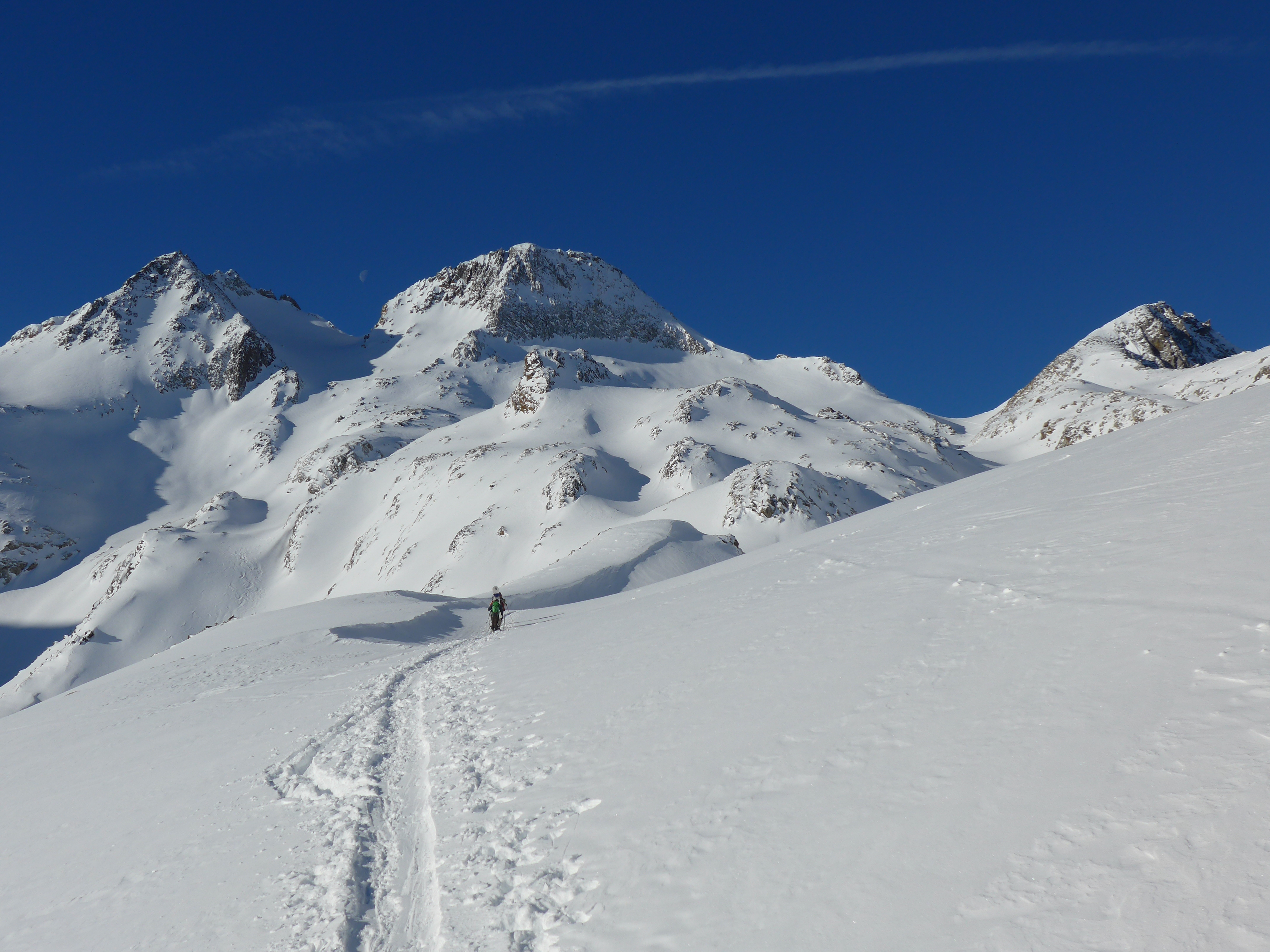

萊基峰（Gross Leckihorn），是瑞士的山峰，位於該國南部，由提契諾州和烏里州負責管轄，屬於勒蓬廷阿爾卑斯山脈的一部分，海拔高度3,068米，每年平均降雨量2,204毫米。

## 外部連結
- Gross Leckihorn on Summitpost （页面存档备份，存于）
- Leckihorn on Hikr （页面存档备份，存于）